# Alberto Beneduce
Alberto Beneduce (Caserta, 29 marzo 1877 – Roma, 26 aprile 1944) è stato un dirigente pubblico, economista e politico italiano, amministratore d'importanti aziende statali nell'Italia liberale e fascista, amministratore delegato dell'INA, tra gli artefici della creazione dell'IRI e suo primo presidente, oltre che ministro e deputato.
L'assetto che egli diede al sistema industriale e creditizio era coerente con la concezione social-riformistica che egli aveva delle forme dell'intervento statale nell'economia del paese, che doveva essere contenuto nei limiti del controllo finanziario e non estendersi ai compiti di programmazione e di gestione, apparendo necessaria la limitazione delle reazioni e delle influenze normalmente occorrenti da parte dei gruppi privati.

## Biografia

### Origini e formazione
Figlio di un tipografo partenopeo d'idee socialiste, Bernardino Beneduce, e di Maria Anna Casella, nacque a Caserta nel 1877. Si iscrisse all'Università di Napoli nel 1900 e prese la tessera del Partito Socialista Italiano (PSI). Si sposò a vent'anni con Noemi Cateni ed ebbe cinque figli, nessuno dei quali venne battezzato. A tre delle quattro figlie pose nomi d'inequivocabile contenuto ideologico: Idea Nova, Vittoria Proletaria e Italia Libera. Gli altri due figli si chiamavano Anna ed Ernesto.
Dopo la laurea in matematica nel 1904, intraprese la carriera universitaria in statistica. Poi si trasferì a Roma. Il fratello Ernesto, affiliato alla massoneria, lo convinse ad aderirvi. Fu iniziato nella loggia massonica «Giovanni Bovio» di Roma l'11 agosto 1905, e promosso maestro il 14 agosto 1906.

### Le prime esperienze lavorative e politiche
Dopo aver vinto un concorso, ottenne un impiego al Ministero dell'agricoltura, nella Direzione statistica. Collaborò con Ernesto Nathan, primo sindaco anticlericale (e massone) della capitale, senza perdere i contatti con il partito socialista, specialmente con l'ala riformista guidata da Leonida Bissolati ed Ivanoe Bonomi.
Entra a far parte della direzione del «Giornale degli economisti». Nel 1911 il ministro dell'Agricoltura, Industria e Commercio Francesco Saverio Nitti, del Partito Radicale Italiano, lo chiamò a collaborare con il governo per la costituzione dell'Istituto Nazionale Assicurazioni, l'istituto pubblico che avrebbe gestito, in regime di monopolio, le assicurazioni sulla vita. Beneduce eseguì la missione e Nitti, come premio, gli offrì una candidatura alla Camera, che Beneduce non accettò.
L'anno precedente Beneduce non aveva rinnovato la tessera del partito socialista dopo che i socialisti riformisti Leonida Bissolati e Ivanoe Bonomi, suoi punti di riferimento, erano stati espulsi dal partito.

### La prima guerra mondiale e l'ingresso in politica
Nel 1914 fu professore ordinario di Statistica economica presso gli Istituti superiori di scienze economiche e commerciali dell'Università di Genova fino al 1924. Fu professore ordinario di Statistica economica presso gli Istituti superiori di scienze economiche e commerciali dell'Università di Roma (1925-1927).

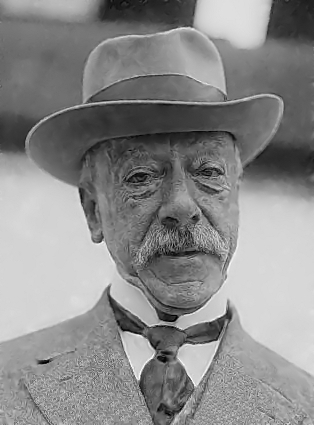
Ernesto Nathan, con Beneduce partecipò nel 1917 al Congresso delle massonerie di Parigi

Come gli altri socialisti riformisti, allo scoppio della prima guerra mondiale, Beneduce sostenne le ragioni degli interventisti e si arruolò come volontario di guerra. Fu mobilitato a 38 anni col grado di sottotenente del genio territoriale del Regio Esercito, ma nel 1916 lasciò il fronte per essere nominato amministratore delegato dell'INA, del quale era già consigliere e nel 1917 promosse l'Opera Nazionale Combattenti (ONC), di cui fu primo presidente.
Fu primo Gran Sorvegliante del Grande Oriente d'Italia (GOI) e il 28 giugno 1917 accompagnò il Gran Maestro Ernesto Nathan a Parigi, al Congresso delle massonerie dei paesi alleati e neutrali. Finita la guerra, nel 1919 si dimise dalla carica e da docente per candidarsi alle elezioni politiche nelle liste del Partito Socialista Riformista Italiano nel collegio di Caserta, divenendo deputato e, successivamente, presidente della commissione Finanze della Camera. Mantenne la carica di presidente del Consorzio di credito per le opere pubbliche (Crediop), che aveva contribuito a fondare.
Nel 1921, dopo essere stato rieletto deputato, assunse la carica di Ministro del Lavoro e della Previdenza Sociale nel governo presieduto da Ivanoe Bonomi. Mussolini sul «Popolo d'Italia» il 5 luglio 1921 ne lodò le capacità. Fu ministro fino al febbraio 1922 e non si ricandidò in Parlamento nel 1924, ma fu vicino ai gruppi democratici aventiniani. Del 1924 è la creazione dell'Istituto di Credito per le Imprese di Pubblica Utilità da lui proposta, avente obiettivo il finanziamento delle imprese private concessionarie di servizi di pubblica utilità, in primis nel settore elettrico, d'importanza strategica per il paese. Ma già nel maggio 1925 propose ai deputati aventiniani di tornare in Aula. A fine anno si distaccò dall'opposizione per chiudersi in un silenzio verso il nuovo corso politico.
La sua competenza sul funzionamento dello Stato, l'amicizia con il direttore della Banca d'Italia Bonaldo Stringher e del ministro Giuseppe Volpi e la stima dello stesso Mussolini ne fecero di lì a poco uno dei più ascoltati consiglieri economici e stretto collaboratore del governo fascista. Dal 1926 fu presidente della Società Italiana per le Strade Ferrate Meridionali, allora la più importante finanziaria privata italiana, e nel 1927 collaborò alla riforma monetaria per la stabilizzazione della lira.

### La costituzione dell'IMI, dell'IRI e legge bancaria del 1936

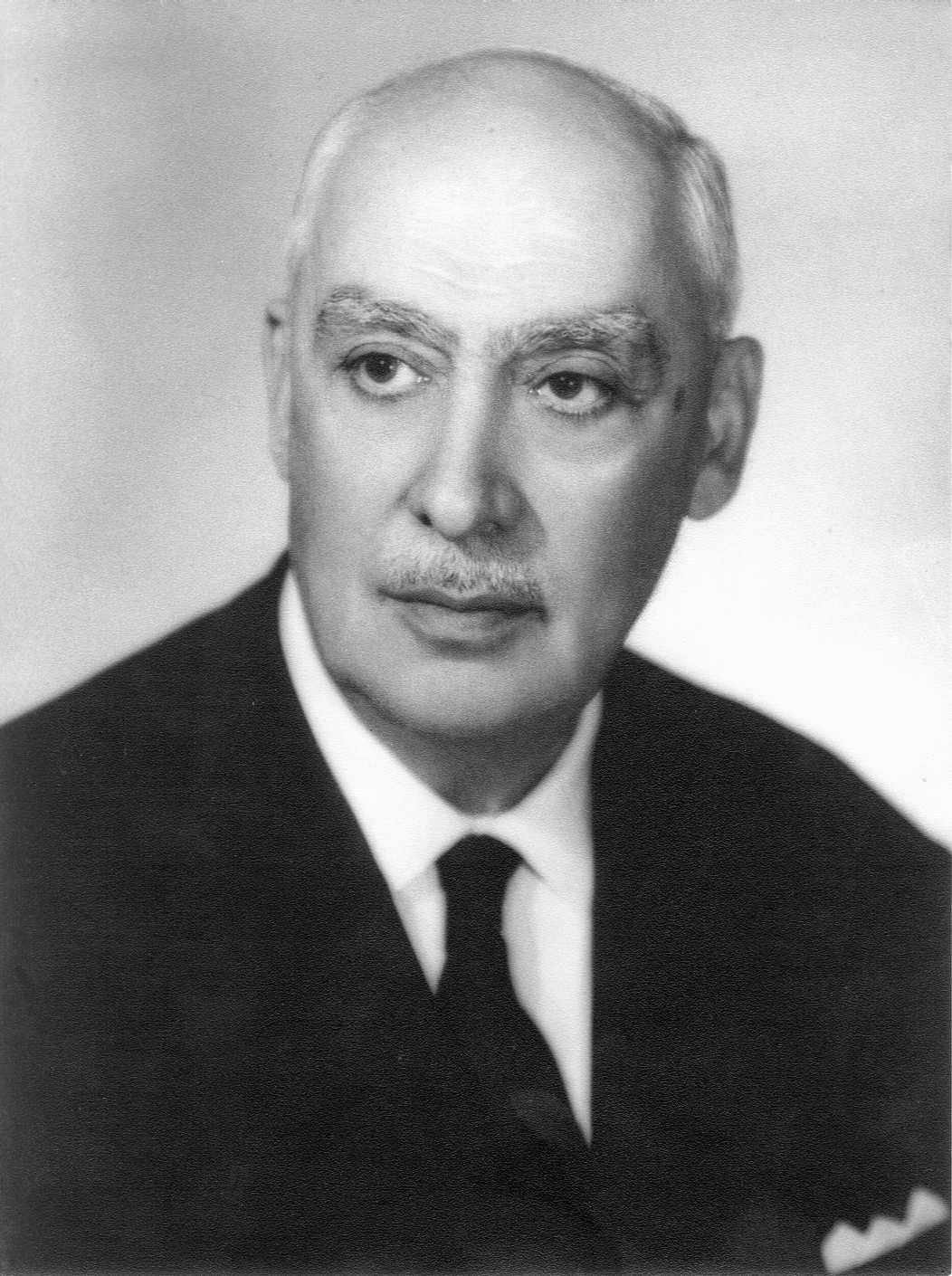
Donato Menichella, con Beneduce fu il principale ispiratore delle riforme economico finanziarie degli anni trenta

Il ruolo di Beneduce fu essenziale nella ristrutturazione dell'economia italiana successiva alla crisi mondiale del 1929. Il fallimento delle maggiori banche italiane, che detenevano anche numerose partecipazioni azionarie nelle imprese industriali, fu evitato grazie all'intervento dello Stato. Il «sistema Beneduce» prevedeva la netta separazione fra banche e imprese industriali, con la partecipazione diretta dello Stato al capitale di controllo delle imprese. Le aziende pubbliche rimanevano comunque società per azioni, continuando quindi ad associare, in posizione di minoranza, il capitale privato.
Lo Stato si riservava inoltre un ruolo d'indirizzo dello sviluppo industriale, senza entrare nella gestione diretta: in luogo della nazionalizzazione venne decisa dal governo Mussolini una serie d'interventi finalizzati al salvataggio e al sostegno finanziario di singole imprese. A tale scopo fu prima fondato nel 1931 l'Istituto Mobiliare Italiano, istituto pubblico specializzato nel credito industriale.
Nel gennaio 1933 il ministro delle Finanze Guido Jung, Beneduce e il futuro Governatore della Banca d'Italia Donato Menichella, furono i principali fautori della nascita dell'Istituto per la Ricostruzione Industriale (IRI).
Beneduce ne fu il primo presidente, dalla sua costituzione fino al 1939.
Fu fautore di una gestione delle aziende ispirata a criteri privatistici e libera da influenze politiche. Improntò il rapporto con gli industriali privati a uno spirito di collaborazione, con la cessione agli stessi di alcune aziende già rilevate dall'IRI: tra queste, la Società Italiana per le Strade Ferrate Meridionali attiva nel settore elettrico, di cui Beneduce fu presidente, carica che mantenne anche dopo il passaggio ai privati. Beneduce fu anche consigliere d'amministrazione di Fiat, Pirelli, Montecatini, Edison e Generali.
Nel 1936 era contemporaneamente presidente dell'IRI, degli istituti di credito pubblico Crediop e ICIPU, dell'Istituto per il credito navale, e membro del Consiglio d'amministrazione dell'IMI e dell'Istituto nazionale dei cambi mentre nel settore privato era presidente della Società Italiana per le Strade Ferrate Meridionali, la cosiddetta Bastogi.
Assieme a Donato Menichella, fu uno degli ispiratori della legge bancaria del 1936 (ovvero il Regio decreto-legge 12 marzo 1936, n. 375, convertito dalla legge 7 marzo 1938, n. 141), che vietò alle banche l'esercizio congiunto del credito a breve e a lungo termine.

### Gli ultimi anni e la morte
Si ritirò progressivamente dalla vita politico-economica a causa delle precarie condizioni fisiche, dovute a un ictus che lo colpì al ritorno da una riunione della Banca dei Regolamenti Internazionali a Basilea il 13 luglio 1936.
L'8 aprile 1939 venne nominato senatore del Regno lasciando così la presidenza dell'IRI e in quella occasione gli venne conferita la tessera d'iscrizione al PNF, alla cui ideologia, tuttavia, non volle mai formalmente aderire, limitandosi a manifestare sentimenti di personale devozione e solidarietà al Duce.
Morì a Roma, a sessantasette anni, il 26 aprile 1944.

## Eredità culturale

Enrico Cuccia, genero di Beneduce

La figura di Beneduce è stata generalmente interpretata in modo positivo, come esempio di grande funzionario di Stato, competente e lungimirante, capace di realizzare con l'IRI una «formula» originale per evitare i fallimenti bancari e tale da garantire allo Stato un ingente patrimonio industriale, formidabile strumento di politica economica per i decenni a venire; questo soprattutto in contrapposizione con altri esempi di funzionari e politici di minori competenze e capacità. Obiettivo dell'azione di Alberto Beneduce nel terreno dei rapporti economici fu quello di creare circuiti di mobilitazione del risparmio paralleli e indipendenti sia dalle deboli istituzioni finanziarie allora attive in Italia (che non erano in grado di mobilitare efficacemente il risparmio), sia dallo Stato e dal rischio che potessero essere fagocitati dalla corruzione e dal clientelismo. In questo senso vanno intese le logiche di autonomia sulle quali Beneduce spinse in ogni suo lavoro, dall'Ina al Crediop all'Iri. Le strutture erano agili, i rapporti di natura privatistica. Una definizione calzante a questa prassi può essere quella di: «Stato fuori dallo Stato», complementare all'apparato statale ordinario nel raggiungimento degli obiettivi, ma indipendente sotto il profilo della gestione finanziaria.
I critici preferiscono metterne in luce l'opportunismo politico, che gli permise di passare, senza scossoni, dalle idee socialiste al fascismo, accettando anche incarichi di primo piano. Il suo primo referente politico, Francesco Saverio Nitti, che dai fascisti subì aggressioni e violenze personali e fu costretto all'esilio, ebbe per Beneduce "giudizi morali durissimi" — pur ricordandone sempre intelligenza e onestà — perché non assunse mai una netta posizione contro il regime. Per un giudizio sereno è necessario tuttavia rammentare che Beneduce non appoggiò apertamente il fascismo — accettò tardi la tessera del partito — e non rinnegò le sue idee. Suscitò, piuttosto, il sospetto di molti gerarchi vicini al duce che, come confermano carteggi ritrovati in vari periodi dopo la seconda guerra mondiale, ne chiesero più volte l'allontanamento.
A Caserta, a opera del Comitato Beneduce, promosso dal «Premio Buone Notizie» insieme con Confindustria Caserta e Campania e l'Università Luigi Vanvitelli e il sostegno del Centro Orafo il Tari si tengono ogni anno le «Beneduce Lectures» su temi di carattere economico e sociale, ispirate dall'opera del fondatore dell'Iri. La prima lectio magistralis fu tenuta da Paolo Savona, presidente della Consob dal 2019.

## I legami con Enrico Cuccia
Un ulteriore aspetto saliente nella vita di Beneduce fu il suo legame con il finanziere Enrico Cuccia: il futuro capo di Mediobanca era un giovane funzionario neoassunto all'IRI che, frequentando la casa di Beneduce, conobbe la figlia Idea e la sposò nel 1939. Beneduce poi favorì gli inizi della carriera del genero, caldeggiandone l'assunzione presso la Comit guidata allora da Raffaele Mattioli. Oltre al vincolo di parentela, si tende a vedere tra i due una sorta di continuità nella comune capacità di rimanere ai vertici del potere economico, a cavallo tra settore pubblico e settore privato.

## Opere
- Capitali sottratti all'Italia dall'emigrazione per l'estero. Caserta, Tip. della Libreria Moderna, 1904.
- Di alcuni metodi d'interpolazione. Roma, Direzione del Giornale degli economisti, 1908.
- Sul calcolo della ricchezza privata di uno Stato. Roma, Direzione del Giornale degli economisti, 1908.
- Della natalità: Studio di demografia comparata. Roma, Tip. Nazionale di G. Bertero e C., 1908.
- Criteri estimativi seguiti dai periti e dalle giunte d'arbitri nei giudizi di affrancazione dagli usi civili. Roma, G. Bertero, 1910.
- Sul movimento dei rimpatriati dalle Americhe. Roma, Giornale degli Economisti, 1910.
- La dodicesima sessione dell'Istituto internazionale di statistica. Roma, Direzione del Giornale degli economisti, 1910.
- Saggio di statistica dei rimpatriati dalle Americhe. Roma, Cooperativa tipografica Manuzio, 1911.
- Il principio mutualistico nelle assicurazioni. Roma, Athenaeum, 1913.
- A proposito della riforma delle pensioni civili e militari. Roma, Athenaeum, 1913.

## Archivio
La documentazione prodotta da Alberto Beneduce durante il periodo della sua attività presso l'INA (1912-1922) è conservata nel fondo Alberto Beneduce presso l'Archivio storico dell'Istituto nazionale delle assicurazioni – INA Assitalia.
L'archivio storico della Banca d'Italia (ASBI) conserva la parte più rilevante delle carte di Beneduce.